# Фрідріх Фромм
Фрідріх Фромм (нім. Friedrich Fromm; 8 жовтня 1888, Берлін — † 12 березня 1945, Бранденбург-на-Гафелі) — німецький військовий діяч, генерал-полковник. Командувач резервною армією (1939–1944).
У липні 1944 року, коли було вчинено замах на життя Адольфа Гітлера, очолював Резервну армію. Після замаху на фюрера заколотники намагались перетягнути Фромма на свій бік, однак Фромм лишився на боці Гітлера (він так і не повірив у те, що фюрер загинув). Був готовий підтримати заколот лише у випадку смерті останнього. Фромм був заарештований заколотниками, однак вже ввечері був звільнений вірними режиму старшинами. Аби прибрати свідків та врятувати своє життя Фромм наказав заарештувати та розстріляти заколотників: Фрідріха Ольбріхта, Клауса фон Штауффенберґа, Альбрехта Мєрца фон Квірнхайма та Вернера фон Гафтена.
Наступного дня Г. Гіммлер наказав заарештувати Фромма. Був засуджений до смерті Народним судовим трибуналом та розстріляний 12 березня 1945 у каторжній в'язниці у Бранденбурзі. Останні слова Фромма: «Я вмираю, бо такий наказ. Я завжди хотів лише якнайкраще для Німеччини.»

## Звання
- Фенріх (16 серпня 1907)
- Лейтенант (18 червня 1908)
- Оберлейтенант (28 листопада 1914)
- Гауптман (18 квітня 1916)
- Майор (1 березня 1927)
- Оберстлейтенант (1 квітня 1931)
- Оберст (1 лютого 1933)
- Генерал-майор (1 листопада 1935)
- Генерал-лейтенант (1 січня 1938)
- Генерал артилерії (20 квітня 1939)
- Генерал-полковник (19 липня 1940)

## Нагороди
- Залізний хрест 2-го і 1-го класу
- Ганзейський Хрест (Гамбург)
- Хрест «За військові заслуги» (Австро-Угорщина) 3-го класу з військовою відзнакою
- Нагрудний знак «За поранення» в чорному
- Почесний хрест ветерана війни з мечами
- Медаль «За вислугу років у Вермахті» 4-го, 3-го, 2-го і 1-го класу (25 років)
- Медаль «У пам'ять 13 березня 1938 року»
- Медаль «У пам'ять 1 жовтня 1938» із застібкою «Празький град»
- Медаль «У пам'ять 22 березня 1939 року»
- Застібка до Залізного хреста 2-го і 1-го класу
- Лицарський хрест Залізного хреста (13 липня 1940)

## У популярній культурі
- В фільмі Операція «Валькірія» роль Фрідріха Фромма зіграв актор Том Вілкінсон.